# 11860 Uedasatoshi
11860 Uedasatoshi è un asteroide della fascia principale. Scoperto nel 1988, presenta un'orbita caratterizzata da un semiasse maggiore pari a 3,1451738 au e da un'eccentricità di 0,1767739, inclinata di 2,41442° rispetto all'eclittica.
L'asteroide è dedicato all'astronomo amatoriale giapponese Satoshi Ueda.